# ملانی کلافنر
 ملانی کلافنر (انگلیسی: Melanie Klaffner؛ زادهٔ ۱۱ مهٔ ۱۹۹۰) یک تنیس‌باز اهل اتریش است.